# Miklós Zrínyi

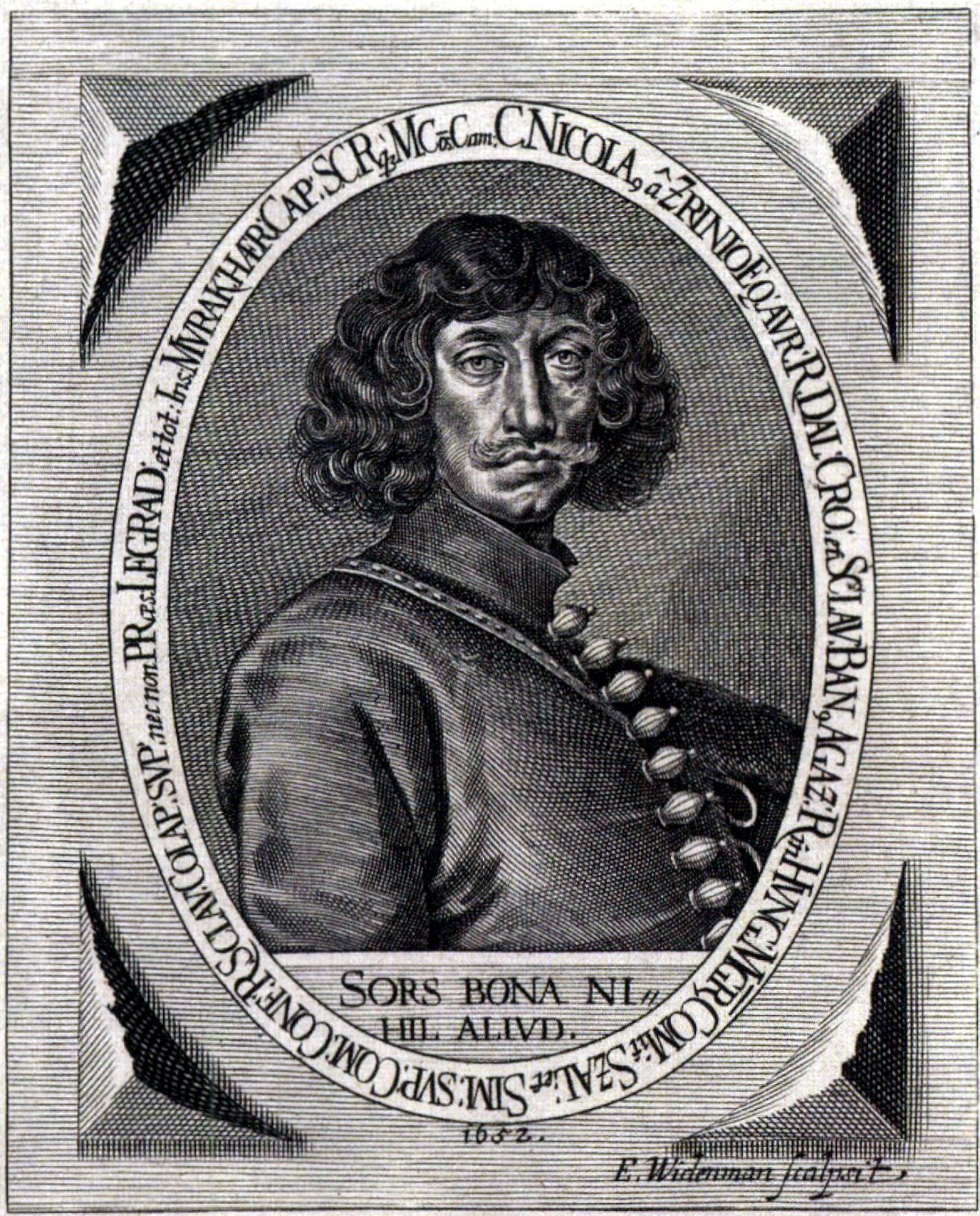
Miklós Zrínyi

Miklós Zrínyi of Nikola Zrinski (Čakovec, Kroatië, 1 mei 1620 - Kuršanec, 18 november 1664) was een Kroatisch-Hongaars militair, staatsman en dichter uit de Kroatisch-Hongaarse adellijke familie Zrinski. In Hongarije wordt hij wel Zrínyi Miklós, a költő és hadvezér (Miklós Zrínyi, dichter en generaal) genoemd.
Hij schreef onder andere het eerste epische gedicht in het Hongaars 'De val van Sziget', over het beleg van de vesting Szigetvár in 1566. Zijn overgrootvader Nikola Šubić Zrinski, die ook wel Miklós Zrínyi wordt genoemd, was de vestingcommandant.
- Bibliothèque nationale de France: cb120003515 (data)
- Biografisch Portaal: 09346395
- Gemeinsame Normdatei: 118808605
- International Standard Name Identifier: 0000 0001 2279 9528
- Library of Congress Control Number: n82037192
- MusicBrainz: 0e998909-3735-485a-bf2d-72a9e61f3016
- Nationale Bibliotheek van Tsjechië: jn20010525271
- Nationale Bibliotheek van Israël: 987007298286405171
- Nationale Bibliotheek van Polen: a0000001247565
- Nederlandse Thesaurus van Auteursnamen: 067974406
- Système universitaire de documentation: 030884284
- Virtual International Authority File: 52493845
- WorldCat: E39PBJxxjgyDdxdWH3CgvwKGHC